# Herpont
Herpont (1793 noch mit der Schreibweise Herpant) ist eine französische Gemeinde mit 122 Einwohnern (Stand: 1. Januar 2022) im Département Marne in der Region Grand Est (bis 2015 Champagne-Ardenne). Sie gehört zum Arrondissement Châlons-en-Champagne und zum Gemeindeverband L’Argonne Champenoise.

## Geografie
Die Gemeinde Herpont liegt 25 Kilometer östlich der Départements-Hauptstadt Châlons-en-Champagne inmitten der Champagne sèche, der „trockenen Champagne“. Die Umgebung zeichnet sich durch von großflächigen Äckern bedeckte sanfte Hügel aus. Das 23 km² umfassende Gemeindegebiet ist fast waldlos. In Herpont entspringt das Flüsschen Rouillat, das fünf Kilometer weiter östlich in die Yèvre mündet. Zwischen Herpont und dem zweieinhalb Kilometer östlich gelegenen Weiler Herpine wird der Rouillat zu einem Weiher aufgestaut, der vor allem der Bewässerung der landwirtschaftlichen Flächen dient. Umgeben wird Herpont von den Nachbargemeinden Saint-Mard-sur-Auve im Norden, Dampierre-le-Château im Nordosten, Dommartin-Varimont im Südosten, Somme-Yèvre im Süden, Moivre im Südwesten sowie Somme-Vesle im Westen.

## Bevölkerungsentwicklung
| Jahr      | 1962 | 1968 | 1975 | 1982 | 1990 | 1999 | 2010 | 2021 |
| Einwohner | 211  | 206  | 167  | 149  | 138  | 128  | 121  | 121  |

Im Jahr 1856 wurde mit 451 Bewohnern die bisher höchste Einwohnerzahl ermittelt. Die Zahlen basieren auf den Daten von cassini.ehess und INSEE.

## Sehenswürdigkeiten

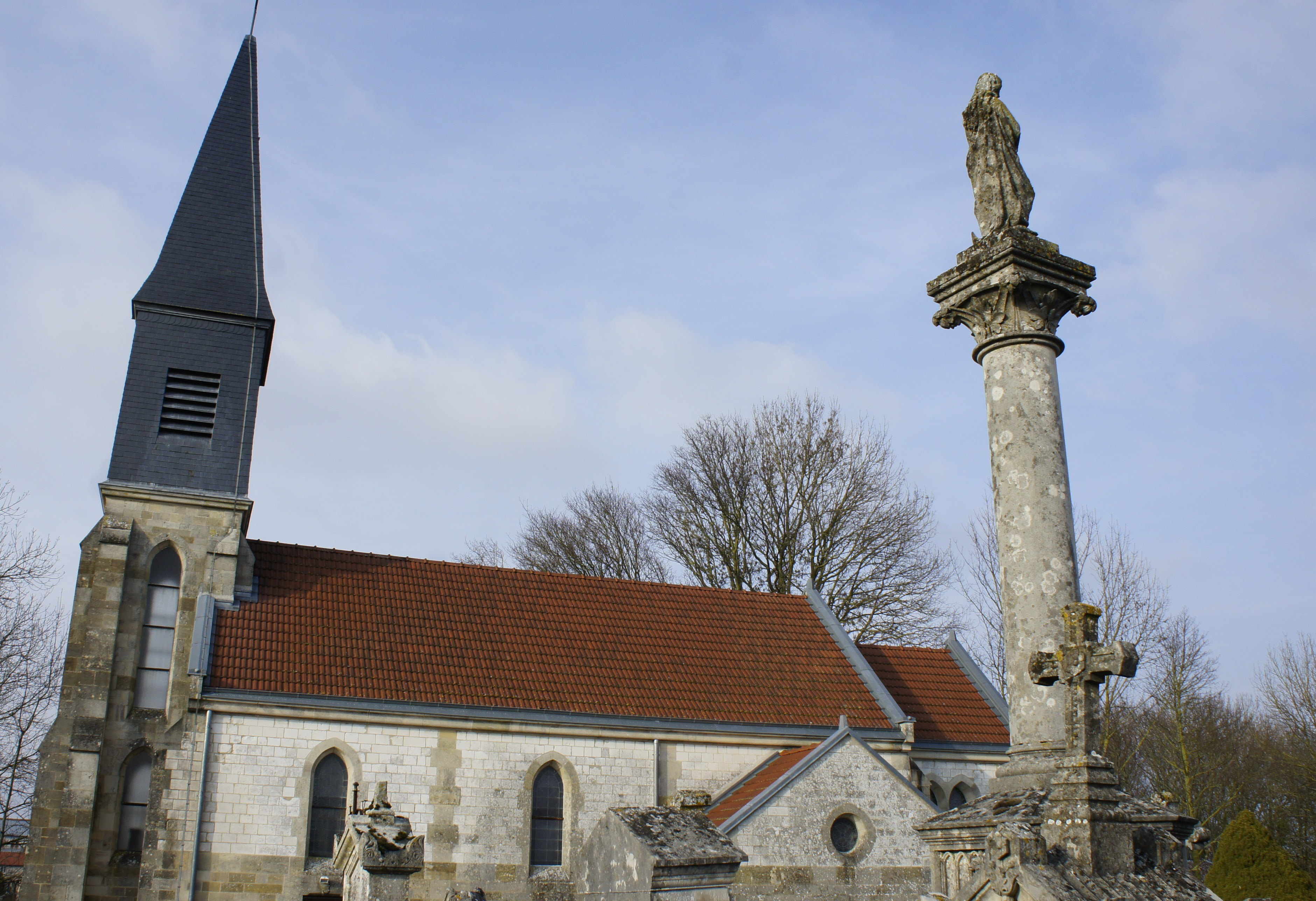
Kirche Saint-Georges
- zwei Wassertürme
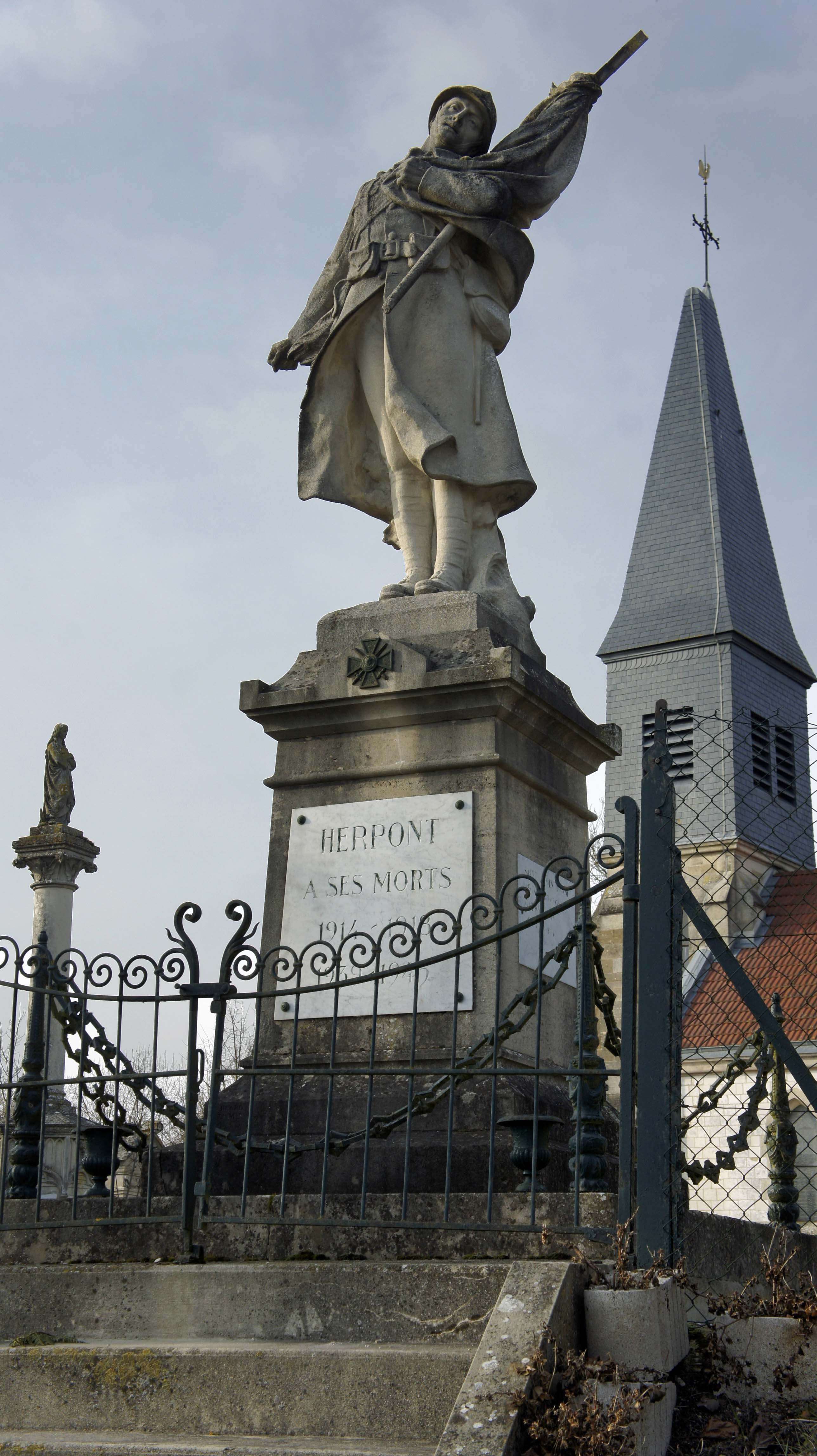
Gefallenendenkmal

- Kirche Saint-Georges
- Gefallenendenkmal

## Wirtschaft und Infrastruktur
In der Gemeinde sind 22 Landwirtschaftsbetriebe ansässig (hauptsächlich Getreide- und Futtermittelanbau).
In der 18 Kilometer entfernten Kleinstadt Sainte-Menehould besteht ein Anschluss an die Autoroute A 4 von Paris nach Straßburg. Nördlich von Herpont verläuft die Eisenbahn-Hochgeschwindigkeitsstrecke LGV Est européenne von Paris nach Straßburg.

## Belege
1. ↑  Ortsname auf cassini.ehess.fr (Seite nicht mehr abrufbar, festgestellt im Juni 2025. Suche in Webarchiven)  Info: Der Link wurde automatisch als defekt markiert. Bitte prüfe den Link gemäß Anleitung und entferne dann diesen Hinweis.
2. ↑  Herpont auf cassini.ehess
3. ↑  Herpont auf insee.fr
4. ↑  Landwirtschaftsbetriebe auf annuaire-mairie.fr (französisch)